# زینیکوئی
زینیکوئی شهری در شهرستان کومبیسیری در استان بازگا در بورکینافاسوی مرکزی است و جمعیت آن ۸۲۸ نفر است.